# Romariz
Romariz is een plaats (freguesia) in de Portugese gemeente Santa Maria da Feira en telt 3 650 inwoners (2001).